# Hanns Ludwig Katz

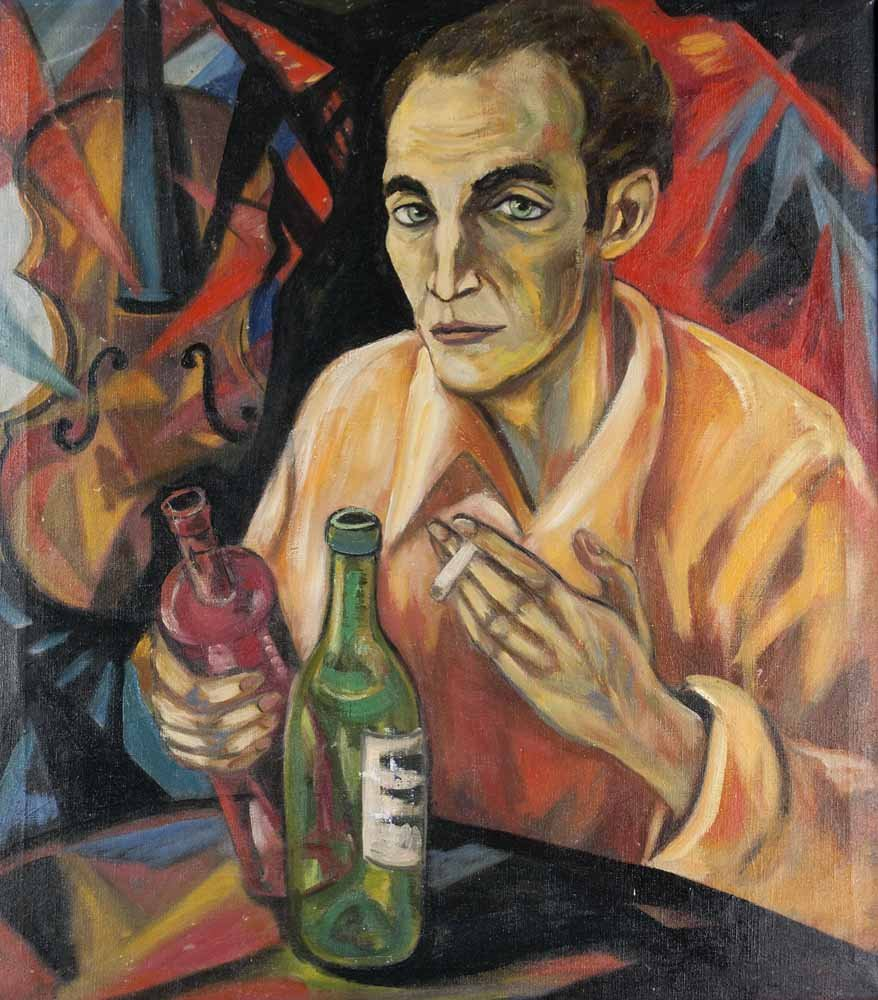
Selbstporträt mit Zigarette

Hanns Ludwig Katz (geboren 24. Juli 1892 in Karlsruhe; gestorben 17. November 1940 in Johannesburg) war ein deutscher expressionistischer Maler und Grafiker jüdischer Abstammung.

## Leben
Katz wurde 1892 in Karlsruhe geboren. Sein jüdischer Vater war Journalist. Er besuchte ein humanistisches Gymnasium und war ein begeisterter Violinspieler. Nach dem Abitur kam er für einen kurzen Aufenthalt nach Paris ins Atelier von Henri Matisse.
Von 1913 bis 1918 studierte Katz Kunstgeschichte, Architektur, Literaturwissenschaften und bildende Kunst in Karlsruhe, Heidelberg und München. Ab 1914 lässt er sich als Kunstmaler eintragen. Durch eine Ausstellung in der Galerie von Paul Cassirer in Berlin im Jahre 1919 macht er auf sich aufmerksam.
Seine Werke zeigen den Einfluss von Max Beckmann und der Neuen Sachlichkeit. Er wurde vom Kunstkritiker Max Osborn unterstützt. Katz wurde 1920 Mitglied der Künstlergruppe Ghat.
Hanns Ludwig Katz heiratete 1920 die Pianistin Franziska Ehrenreich. Das Paar zog im selben Jahr nach Frankfurt am Main und bezog eine Dachwohnung in der Friedberger Straße 27. Um sich in der schweren Wirtschaftskrise den Lebensunterhalt zu sichern, gründete Katz 1923 ein Weißbindergeschäft, in dem er als Malermeister arbeitete und jungen jüdischen Menschen eine Ausbildungsmöglichkeit bot. Im Frühjahr 1929 legte er die Meisterprüfung ab.
Die Architekten Eduard Fucker und Otto Fucker entwarfen und errichteten 1927 für Hanns Ludwig Katz und seine Frau ein Wohn- und Atelierhaus in Frankfurt-Eschersheim, in dem Frau Katz damals öffentliche Hauskonzerte veranstaltete. Der Bildhauer Benno Elkan und der Kunsthistoriker Richard Krautheimer gehören zu den regelmäßigen Gästen des Paares.
Die Frankfurter Künstlerhilfe kaufte regelmäßig Werke von ihm.
Nach 1933 war Katz im Jüdischen Kulturbund Frankfurt aktiv. 1935, ein Jahr nach dem frühen Tod seiner Frau, plante er die Errichtung einer jüdischen Siedlung in Jugoslawien. Nach der Machtübernahme durch die Nazis war Katz als Jude zunehmend akut gefährdet. 1936 gab er sein Geschäft auf, verkaufte sein Haus, heiratete die Bildhauerin Ruth Wolf und verließ Deutschland mit dem Schiff „Stuttgart“ in Richtung Südafrika. Beim Verladen in Bremerhaven ging ein Großteil seiner Werke verloren. 1937 wurde in der Aktion „Entartete Kunst“ eine Anzahl seiner Werke aus öffentlichen Sammlungen in Deutschland beschlagnahmt. Nahezu alle wurden zerstört.
Von Katz sind nur 76 erhaltene Werke bekannt. Mit elf Arbeiten beherbergt die Kunsthalle Emden die größte institutionelle Sammlung in Deutschland. Die Südafrikanische Nationalgalerie besitzt zahlreiche Werke von Katz. Vom 24. November 1993 bis zum 27. Februar 1994 präsentierte die Galerie eine Werkschau mit seinen Arbeiten. Die Ausstellung wurde mit Unterstützung der deutschen Bundesregierung und der Lufthansa durchgeführt.

## Werke

### 1937 als „entartet“ nachweislich aus öffentlichen Sammlungen beschlagnahmte Werke
- Männliches Bildnis (Öl auf Leinwand, 65 × 49,5 cm, 1920; Staatliche Kunsthalle Karlsruhe; 1937 in München in der Ausstellung „Entartete Kunst“ vorgeführt; über den Kunsthandel verwertet und Stand Juni 2018 in der Kunsthalle Emden)[6]
- Fluss mit Brücke (Tafelbild; Kunstsammelstelle Frankfurt am Main; zerstört)
- Glas mit Pflanze (Tafelbild; Kunstsammelstelle Frankfurt am Main; zerstört)
- Frauenbildnis (Öl auf Pappe, 51 × 38 cm; Städelsches Kunstinstitut Frankfurt am Main; zerstört)[7]
- Mainzer Dom (Tafelbild, Städtisches Museum Mainz; zerstört)
- Revolution (Mappe mit acht Aquarellen; Städelsches Kunstinstitut Frankfurt am Main; zerstört)
- Stillleben (Aquarell; Staatliche Gemäldegalerie Dresden; zerstört)
- Blumen (Pastell; Kunstsammelstelle Frankfurt am Main; zerstört)
- Pogrom (Lithografie; Städelsches Kunstinstitut Frankfurt am Main; gleichnamige Grafik aus der Staatliche Kunsthalle Karlsruhe; mutmaßlich Exemplar desselben Werks; beide zerstört)
- Das Standgericht (Lithografie, 20 × 30 cm, 1921; Staatliche Kunsthalle Karlsruhe; zerstört)

- Ort in Südfrankreich (Pastell, 81 × 55 cm; Städelsches Kunstinstitut Frankfurt am Main; zerstört)[8]
- Weiblicher Porträtkopf (Kreide-Zeichnung; Städelsches Kunstinstitut Frankfurt am Main; zerstört)
- Sitzender weiblicher Akt (Farbkreide-Zeichnung; Städelsches Kunstinstitut Frankfurt am Main; zerstört)

### Weitere Werke (Auswahl)
- Palmsonntag/Einzug nach Jerusalem (Öl auf Leinwand, 107 × 137, 1917)[9]
- Ansicht des Mainzer Domes vom Leichog aus (Öl auf Leinwand, 94 × 70 cm, vor 1924; vormals im Landesmuseum Mainz, gesucht als „kriegsbedingt verbrachtes Kulturgut“)[10]